# Брајар (Тексас)
Брајар (енгл. Briar) насељено је место без административног статуса у америчкој савезној држави Тексас.

## Демографија
По попису из 2010. године број становника је 5.665, што је 315 (5,9%) становника више него 2000. године.
| Група             | 2000.         | 2010.         |
| Белци             | 4.979 (93,1%) | 4.983 (88,0%) |
| Афроамериканци    | 25 (0,5%)     | 48 (0,8%)     |
| Азијати           | 20 (0,4%)     | 40 (0,7%)     |
| Хиспаноамериканци | 237 (4,4%)    | 451 (8,0%)    |
| Укупно            | 5.350         | 5.665         |